# Maria Pokrzywińska
Maria Pokrzywińska (ur. 30 października 1954 w Łomży) – polska kompozytorka, teoretyczka muzyki, wykładowczyni, doktor habilitowana sztuk muzycznych.

## Życiorys
Studiowała w latach 1975–1980 teorię muzyki u Mariana Borkowskiego na Akademii Muzycznej im. Fryderyka Chopina w Warszawie, studia z tytułem magistra sztuki ukończyła z wyróżnieniem, następnie studiowała kompozycję w latach 1980–1984 również u Mariana Borkowskiego na tejże akademii, studia ukończyła ponownie z wyróżnieniem. Pracowała jako wykładowczyni w Akademii Muzycznej Fryderyka Chopina w Warszawie od 1984 roku. Była adiunktem od 1996 roku, wykładała harmonię, instrumentację i propedeutykę kompozycji. Wykładała harmonię na Uniwersytecie Kardynała Stefana Wyszyńskiego w Warszawie w latach 2000–2002. Prowadziła także m.in. zajęcia z harmonii w polskich szkołach muzycznych. Wydała podręcznik do ćwiczeń harmonicznych pt. Progresje (2003).
Habilitowała się w dziedzinie sztuk muzycznych w 2005 na Akademii Muzycznej im. Fryderyka Chopina
Należy do Związku Kompozytorów Polskich od 1987 roku.
Jej mężem jest klarnecista Mirosław Pokrzywiński, mają syna Tomasza, wiolonczelistę i córki, które także zajmują się muzyką.

## Nagrody
- III nagroda na Ogólnopolskim Konkursie Prac Magisterskich w Gdańsku (1984)[1]

- II nagroda (pierwszej nie przyznano) na XXVIII Konkursie Młodych Kompozytorów Związku Kompozytorów Polskich za utwór Rolling na kwintet dęty i cztery kwartety smyczkowe (1986)[1]

## Twórczość
Na studiach skupiała się na technice sonorystycznej. W późniejszym okresie twórczości zwróciła się w stronę tradycyjnej tonalności. Komponowała utwory instrumentalne, wokalne oraz wokalno-instrumentalne. Przejawiała zainteresowanie klarnetem, współpracowała z mężem – klarnecistą Mirosławem Pokrzywińskim. Wybrane kompozycje:
- Kwintet na instrumenty dęte (1979)[3]
- Koncert podwójny na klarnet, wiolonczelę i orkiestrę (1984)[3]

- Refrain na 11 instrumentów (1988)[3]
- Omen na 12 instrumentów (1994)[3]
- Versus na klarnet i organy (1997)[5]
- Symfonia (2003–2004)[5]
- Pater noster na cztery perkusje (2007)[5]
- Passacaglia na orkiestrę smyczkową (2007)[5]
- Życie nasze, pieśń na sopran i orkiestrę smyczkową do słów Henryka Gały (2008)[5]